# Lionel Campoy
Lionel Campoy (Buenos Aires; 16 de noviembre de 1968) es un actor, conductor televisivo y animador argentino. También realiza voces de personajes y doblajes en publicidad para cine, televisión y multimedia. Fue Boby Goma en Videomatch.

## Primeros años
Nació en Buenos Aires en 1968. Siempre vivió en la zona norte de la Provincia , por donde se lo veía conduciendo a menudo vehículos exóticos, monopatines a motor, mini-motos o autos antiguos que como hobby restauraba junto a su padre.
Hasta la adolescencia, practicó deportes en el Centro Deportivo Tigre de Gas del Estado. Se destacó en exhibiciones de acrosport y estuvo federado en handball.
Estimulado por sus profesores, desde muy pequeño abordó todo lo relacionado con sus inquietudes artísticas, puestas de manifiesto ya en ese tiempo en varias actuaciones locales y en giras por el país.

## Carrera
Si bien estudió Psicología Social y Radiología fundamentalmente su formación es actoral. Hasta 1991 trabajó en el teatro under, donde realizó infinidad de personajes. Antes de que la actuación fuera su medio de vida, trabajó animando fiestas infantiles y para adultos, en una receptoría de avisos clasificados, un kiosco, una heladería, fue camionero, hizo trámites en moto y también se desempeñó como bancario en comercio exterior.
El 6 de enero de 1991 comienza con gran éxito su primer trabajo televisivo, en el programa “Ritmo de la Noche”, donde encarnó al personaje  “Boby Goma”. La repercusión que tuvo le permitió grabar un CD musical y plasmar la elasticidad del mismo en un gomoso muñequito con el rostro del personaje.
Contrariamente a lo que la gente piensa, no reniega de su personaje es más, “si no fuera por Boby, probablemente seguiría haciendo teatro under y trabajando de algo completamente diferente”, cuenta Lionel[cita requerida].
A partir de allí y hasta la fecha, no ha dejado de trabajar en el medio. Hizo teatro, televisión, radio, doblajes en publicidad y cine, donde fue la voz de “Isidorito”, en “Patoruzito I” y “Patoruzito II”. 
En la señal Magic Kids condujo el programa “Nivel X” durante ocho temporadas. Trabajo que le permite hasta el día de hoy realizar presencias y conducciones en eventos relacionados con la cultura Otaku, la infancia de aquellos años y los videojuegos.
En 2013 junto a la actriz Valeria Britos crean su la compañía teatral  "Vale hacer Lio" con las que han realizado giras por Argentina y en la actualidad también por España.
En 2019 es convocado nuevamente por Marcelo Tinelli para un homenaje por los 30 años de Videomatch y Showmatch.

## Televisión
- 1991: Brigada Cola (Telefe)
- 1991: Unicef en cadena Nacional ()
- 1992: Requetesábados (Canal 4 Montecarlo Montevideo Uruguay)
- 1991-1994: Ritmo de la Noche (Telefe)
- 1991-1992: Videomatch (Telefe)
- 1994: Las Cruzadas Tóxicas (Big Channel)
- 1995- 1996: 360 Todo para ver (Canal 13)
- 1995: Fuerte el Aplauso (América TV)
- 1997: Legomanias (Magic Kids)
- 1997-1998: De Corazón (Canal 13)
- 1998: Como Vos y Yo (Palito) (Canal 13)
- 2000: Videomatch (Telefe) (participación por los 2000 programas)
- 2001: Fugitivos (Telefe)
- 2004-2005: Los Roldán (Telefe y Canal 9)
- 2005: Doble Vida (América TV)
- 2005: Numeral #15 (Telefe)
- 1997-2005: Nivel X Magic Kids
- 2006: Patoruzito contra los Dinosaurios (Voz de Isidoro, Cartoon Network)
- 2006: IsidoroTV (Voz de Isidoro, Cartoon Network)
- 2006: Sos mi Vida (Canal 13)
- 2008: 5° a Fondo (Canal Fox Sports)
- 2008: Bella y Bestia (Canal 13)
- 2008: Atrapados (Cris Morena Group)
- 2009: Herencia de Amor (Hernan Bustamante) (Telefe)
- 2009-2010: Ciega a Citas (Colo) (Canal 7)
- 2011: Peter Punk (DisneyXD)
- 2011: Los Únicos (Canal13)
- 2012: Experimentos al Ataque (TV Pública )
- 2012: 30 días Juntos (Masajista) (Cosmopolitan TV)
- 2012: Boyando (Haddok Films)
- 2013: Mind Blowing (Astrolab Motion)
- 2013: Solamente Vos (Canal 13)
- 2015: Noche y Día (Canal 13)
- 2019: Showmatch (Canal 13)

## Cine
- 1999: Héroes y Demonios (Willy)
- 2004: No sos vos, soy yo (Linyera en la Embajada)
- 2004: Patoruzito (Voz de Isidorito)
- 2005: Papá se volvió loco (Abogado)
- 2006: Patoruzito II, La gran aventura (Voz de Isidorito)
- 2007: Isidoro (Voz de Isidorito)
- 2007: 5.ª a fondo, la película a estrenar (Tony Perrone).

## Teatro
- 1978: Juana sin Nombre (Centro Deportivo Tigre)
- 1988: Los días del paraíso (Teatro Stella Maris y Casa de la cultura de Vicente López)
- 1990: Los japoneses no joden (Teatro El Parque)
- 1991: Magic n’More (Teatro Gran Rex)
- 1992: Xuxa en Vélez (Estadio Vélez Sarfield)
- 1991-1993: Show estadio de orcas (en Mundo Marino)
- 1993: Los Muvis con Boby a las mil maravillas (Teatro Brodway)
- 2003-2005: Cantame un cuento (Teatros Lorange y Broadway)
- 2006: El Reino del Revés (Auditorium San Isidro)
- 2007-2008: Cuentopos de Gulubú (Auditorium San Isidro)
- 2008: Como Blanca Diosa (Teatro del Pueblo)
- 2008: La Fiaca, Teatrisimo 2008 (Teatro Regina)
- 2008-2009: La curva de la Felicidad  (Teatro El Túnel y Temporada en Mar el Plata)
- 2012-2013: Tres Pasitos y me Pierdo (Auditorium San Isidro y gira Costa Atlántica)
- 2013-2014: Vale hacer Lio (Teatro Candilejas - Villa Carlos Paz 2014)
- 2016: Vale hacer Lio Congelados (Teatro Santa Fe - Mar Del Plata 2016)